# スポeもん
『スポeもん』（スポえもん）は、岡山放送（OHK）において土曜日の朝に放送されていた岡山県・香川県のスポーツを取り上げる番組である。
2013年4月6日に放送開始。番組では、岡山・香川両県のプロ・アマチュアを問わず、様々なスポーツ選手、チームを取材したものを放送している。
またこの番組開始以前の2011年10月1日から放送されていた、地元のサッカークラブであるファジアーノ岡山・ファジアーノ岡山ネクストを取り上げたミニ番組の『ファジ☆スタ』をコーナーとして内包している。このため、実質的には『ファジ☆スタ』の時間枠と、放送する対象種目を大幅拡大したことによるリニューアルバージョンである。2020年3月21日に終了することになった。これにより岡山放送のスポーツ番組は消滅した。

## 放送時間

### 『ファジ☆スタ』
| 2011年10月1日 | 2012年3月31日 | 9:55 - 10:00（5分）   |
| 2012年4月7日  | 2013年3月30日 | 10:55 - 11:10（15分） |

### 『スポeもん』（『ファジ☆スタ』を内包）
| 2013年4月6日  | 2014年3月29日  | 9:55 - 10:15（20分）   |
| 2014年4月5日  | 2014年11月29日 | 10:25 - 10:45（20分）1 |
| 2014年12月6日 | 2016年3月26日  | 10:55 - 11:15（20分）2 |
| 2016年4月2日  | 2020年3月21日  | 10:25 - 10:45（20分）3 |

- 1『もしもツアーズ』（フジテレビ制作、遅れネット）と枠交換。枠交換後の初回は『2014 FIFA U-17女子ワールドカップ決勝　 日本× スペイン』（7:45 - 10:00）を放送のため、5分繰り下げて10:30 - 10:50に放送。
- 2『ミルンへカモン! なんしょん?』土曜版の放送開始による繰り下げ。
- 3『ミルンへカモン! なんしょん?』土曜版の枠移動による繰り上げ。

## 出演
- 堀靖英